# Пилипенко Валентина Григорівна
Валентина Григорівна Пилипенко (нар. 10 грудня 1972) — російська футболістка українського походження, півзахисниця. Майстер спорту Росії (1994).

## Життєпис
Вихованка українського спорту (с. Петрівці Миргородського району Полтавської області).
У 1992 році виступала у вищій лізі Росії за команду «Седин-Шисс» (Краснодар). Наступного року перейшла в воронезьку «Енергію», де провела два сезони. У 1993 року став володаркою Кубку Росії, у 1994 році — фіналісткою Кубку. Після відходу з «Енергії» знову виступала за краснодарський клуб, перейменований в «Кубаночка».
Після закінчення спортивної кар'єри проживає в Краснодарі. Працювала в групі підготовки резерву ФК «Кубань».